# Anhalter Bahnhof
Anhalter Bahnhof vid Askanischer Platz i Berlin var en av Berlins viktigaste järnvägsstationer på sin tid. Den stora tåghallen färdigställdes 1880 och var vida känd. Anhalter Bahnhof var slutstation för alla tåg som kom söderifrån till centrala Berlin. Under andra världskriget flygbombades byggnaden och skadades. Under DDR-tiden omdirigerades trafiken till andra stationer för att undvika att använda västberlinskt territorium, och stationen förlorade betydelse. Sedan 1959, då rivningen påbörjades, finns endast en ruinrest av huvudingången kvar som minnesmärke. Denna är idag kulturminnesmärkt.
Numera går fjärr- och regionaltågtrafiken förbi den tidigare platsen för Anhalter Bahnhof och leds genom Tunnel Nord-Süd-Fernbahn via Bahnhof Potsdamer Platz och Berlin Hauptbahnhof. De nya stationerna har gjort att stationsläget har förlorat i betydelse, men namnet används fortfarande för den underjordiska stationen för Berlins S-Bahn. Denna öppnades 1939 och utgör en del av Nord-Süd-Tunnel.

## Bilder

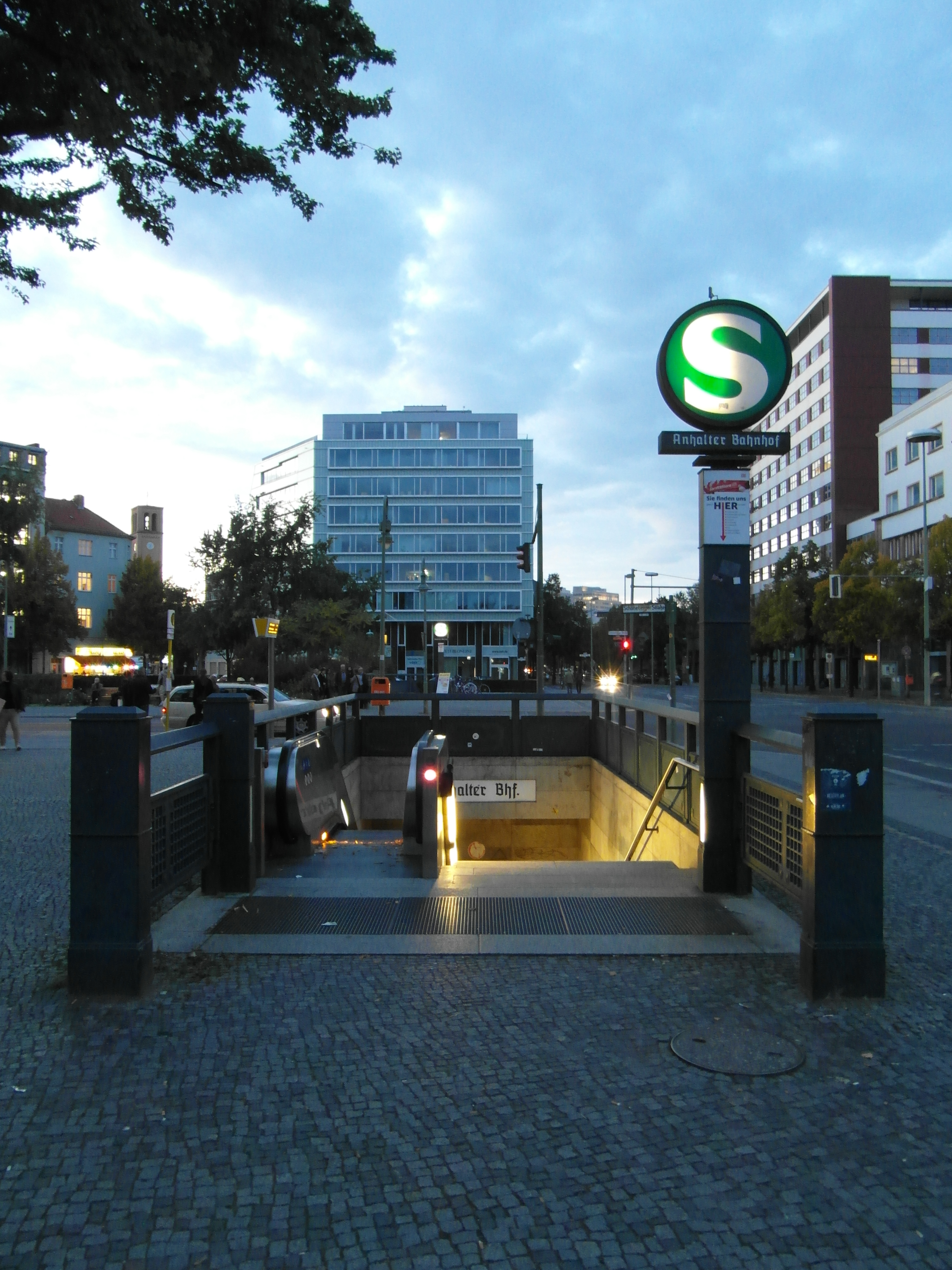
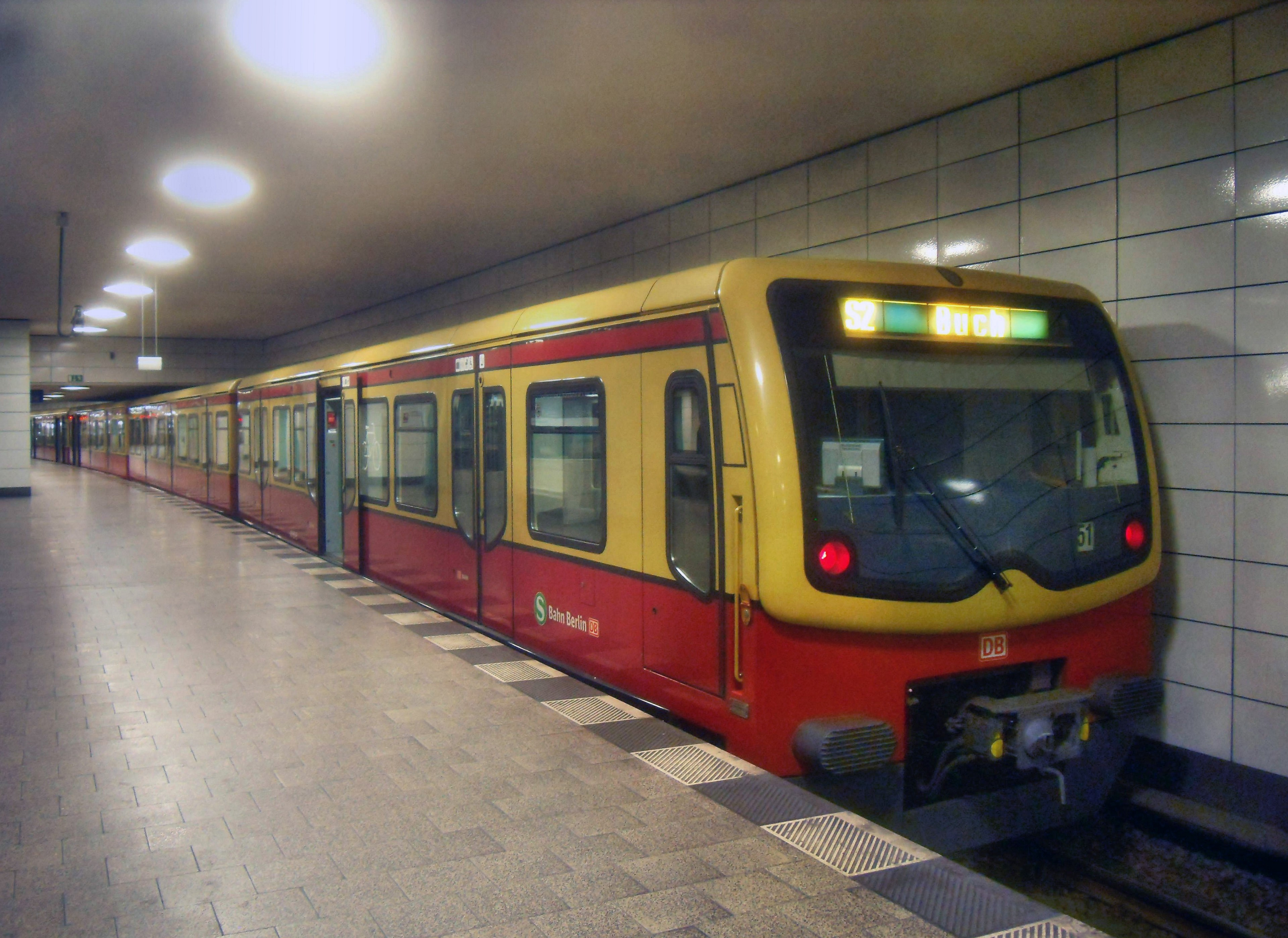
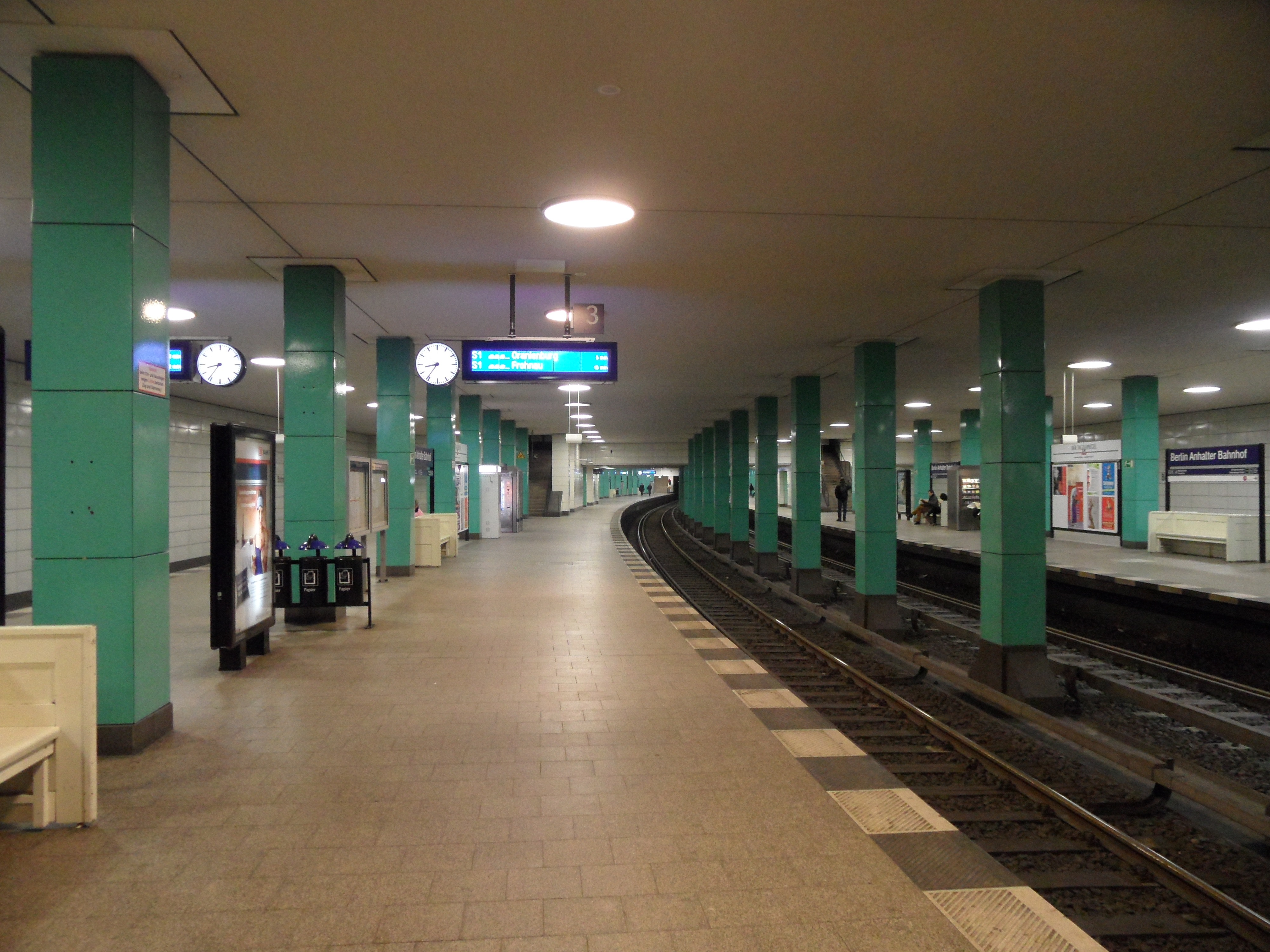
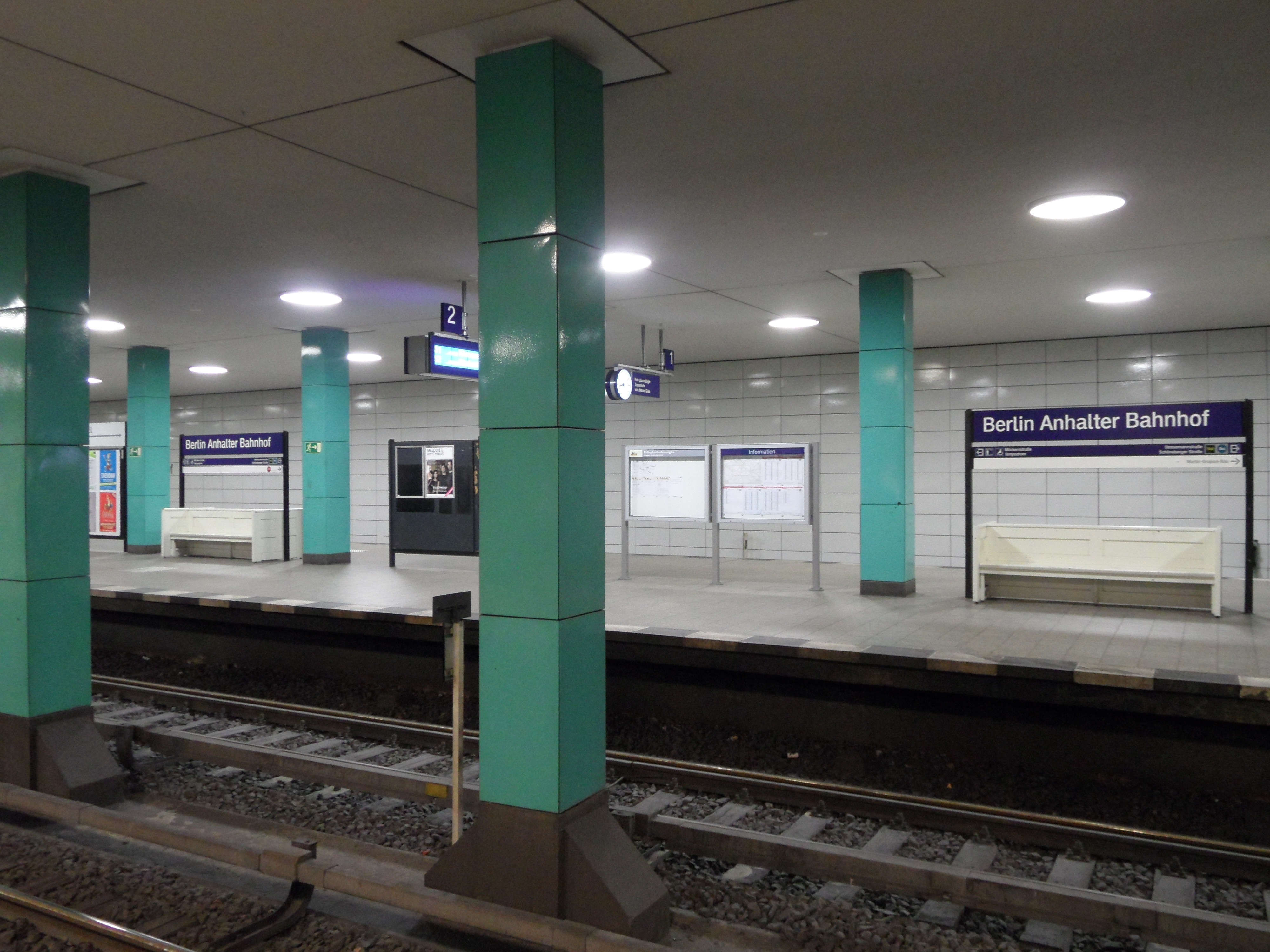
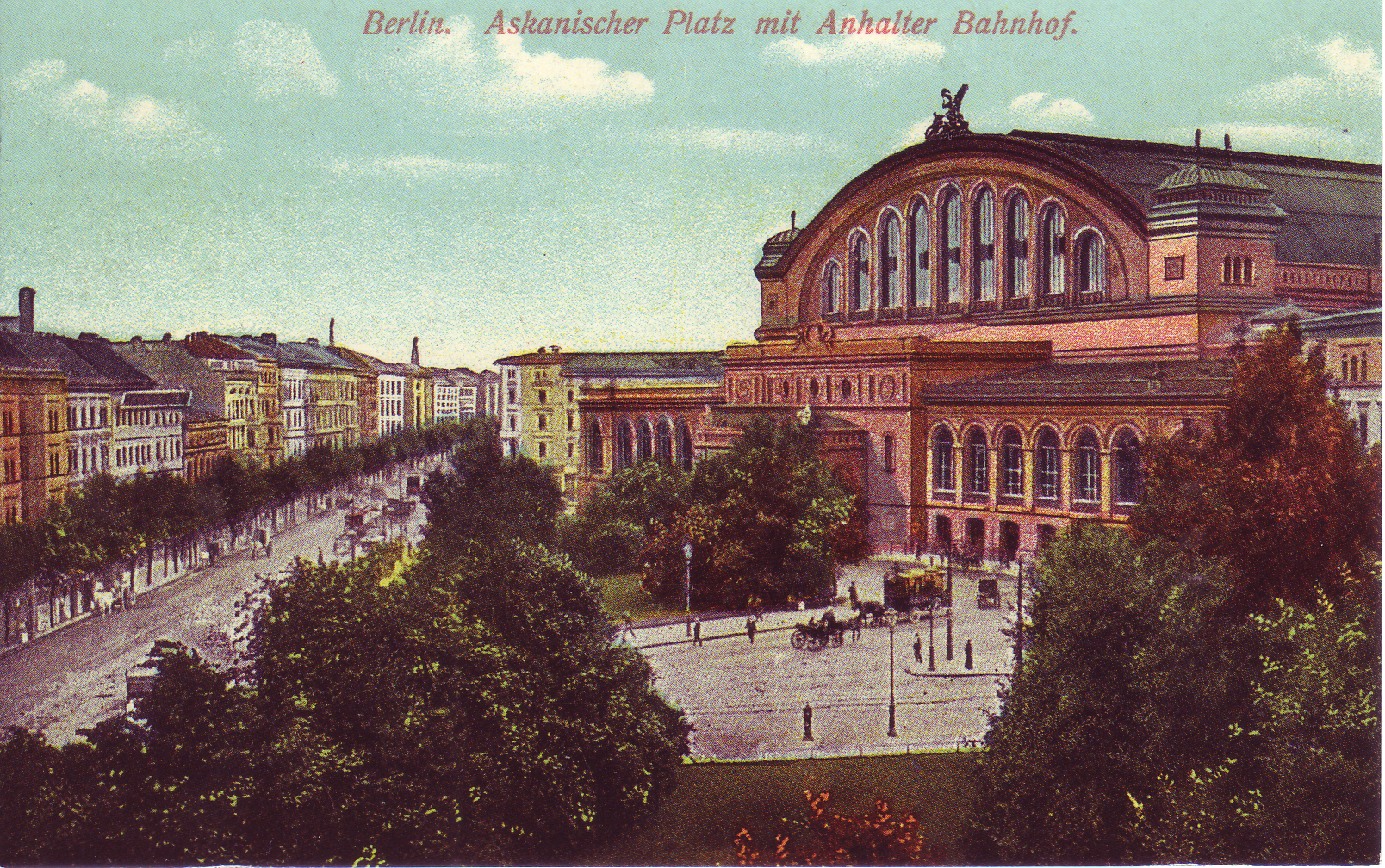
Anhalter Bahnhof 1900
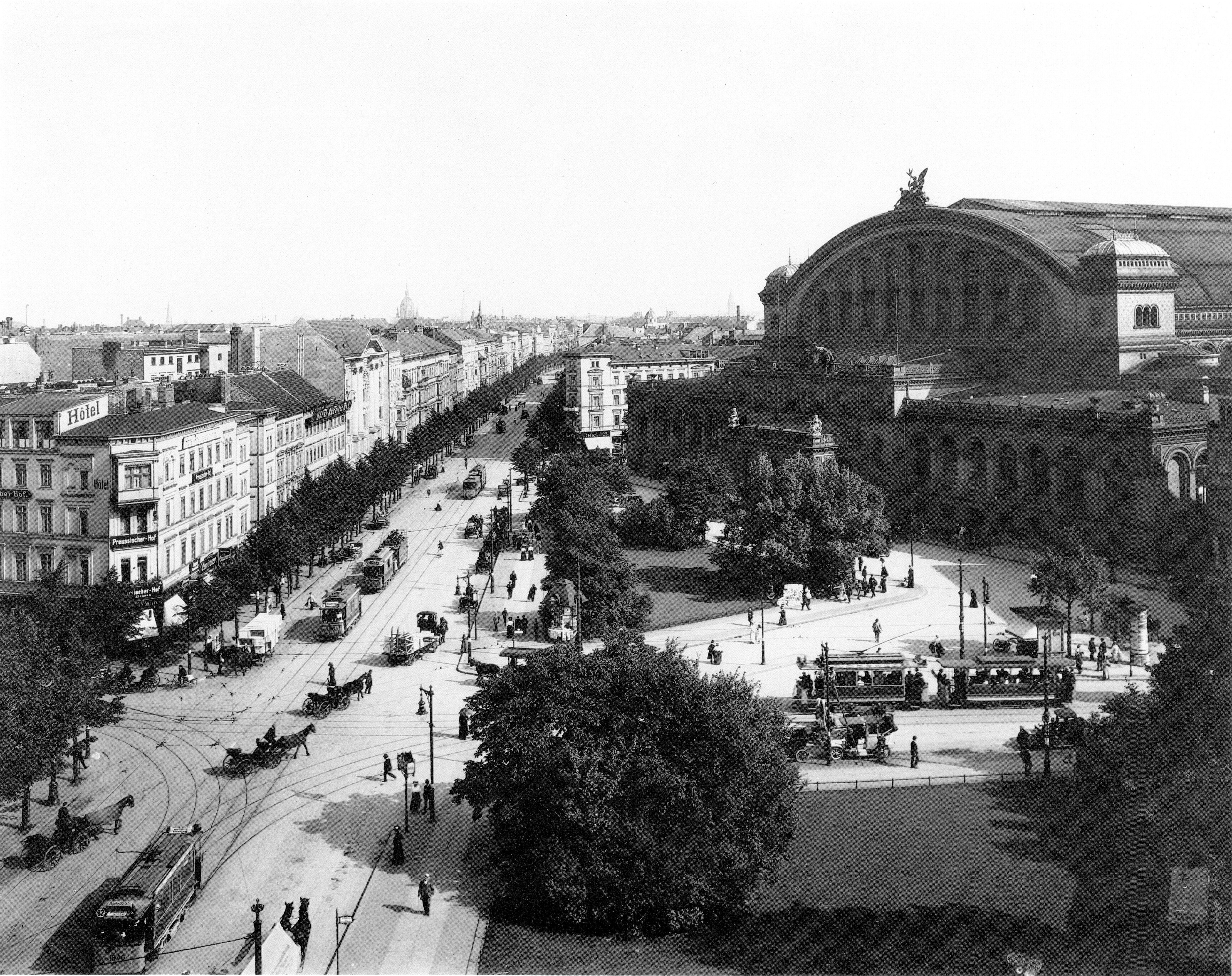
Anhalter Bahnhof 1910
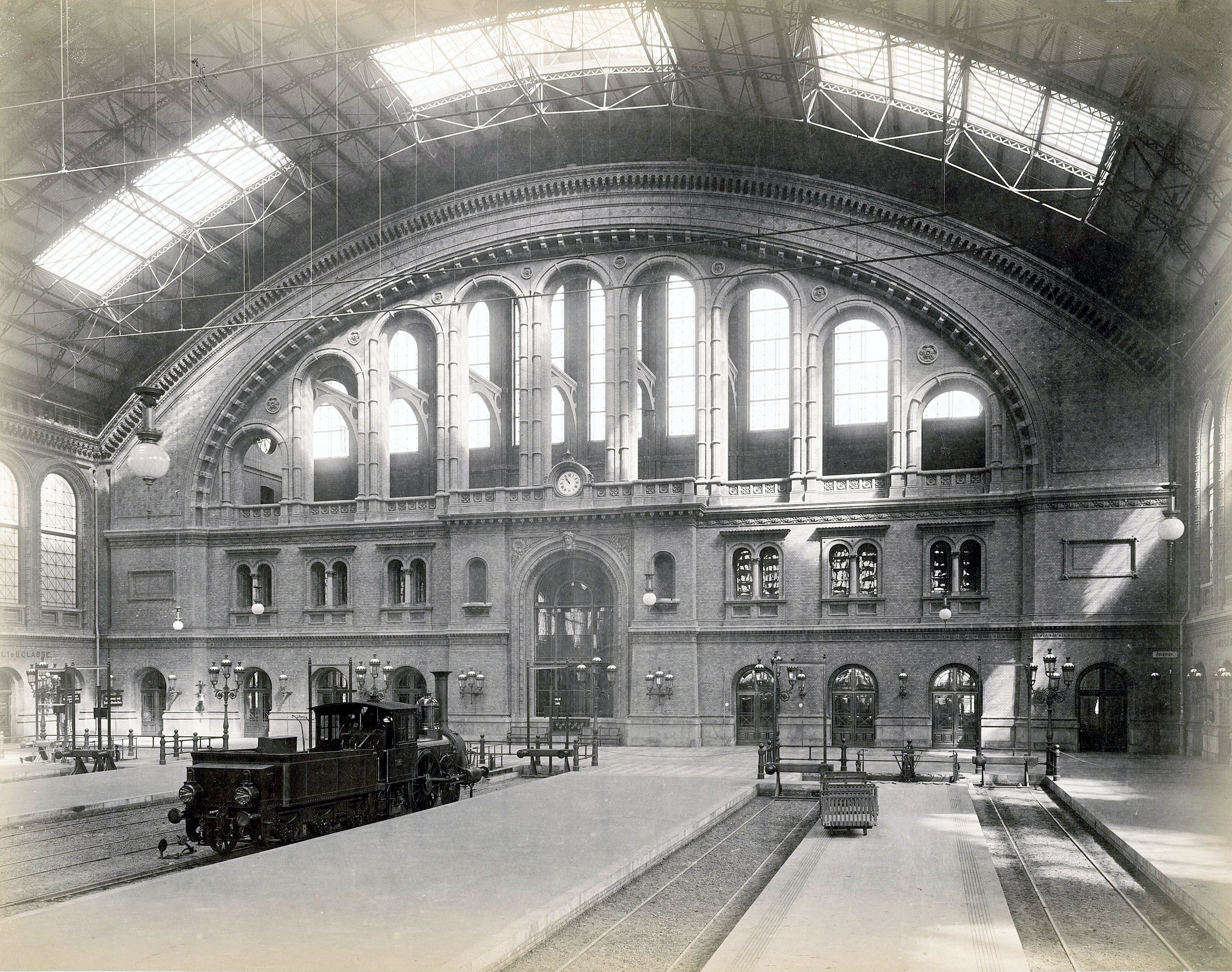
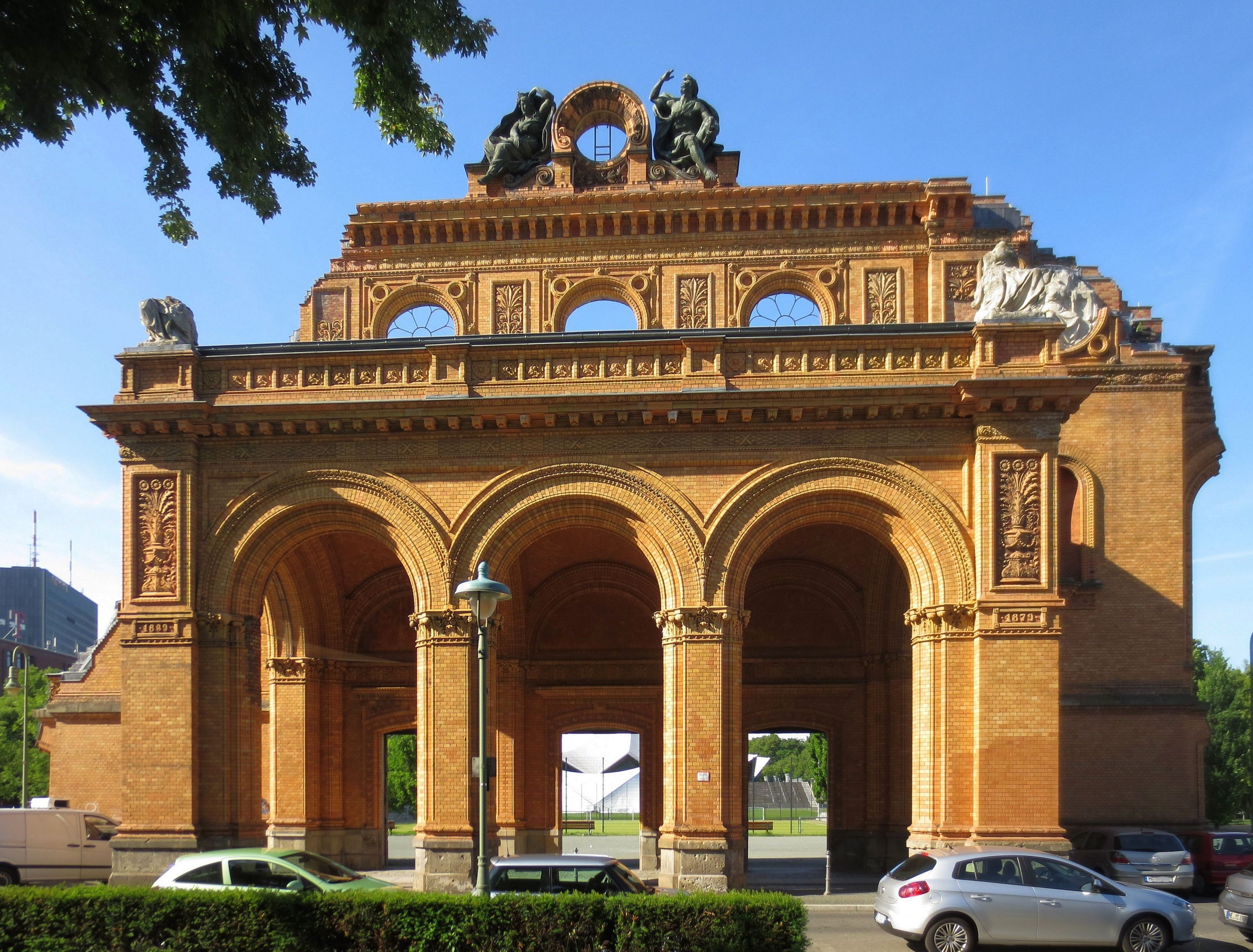
Nuvarande Anhalter Bahnhof